# Faunis kleis
Faunis kleis är en fjärilsart som beskrevs av Semper 1878. Faunis kleis ingår i släktet Faunis och familjen praktfjärilar. Inga underarter finns listade i Catalogue of Life.